# Бърза екзекуция
Бърза екзекуция е екзекуция, при която едно лице е обвинено в престъпление и незабавно убито, без да се възползва от пълен и справедлив процес. Екзекуциите в резултат на бързо правосъдие (като например военен полеви съд) понякога приспадат към термина, но той обикновено се отнася до залавяне, обвинение и екзекуция, всички извършени в много кратък период от време и без никакъв процес. Съгласно международното право, отказът да се приеме законна капитулация в бой и убийството на лицето, което се е предало, също се категоризира като бърза екзекуция (както и убийство).
Бързите екзекуции се практикуват от полицейски, военни и паравоенни организации и често се свързват с партизанска война, борба с бунтовници, тероризъм и всяка друга ситуация, която включва нарушаване на нормалните процедури за справяне с обвиняеми затворници, цивилни или военни.

## Гражданска юрисдикция
В почти всички граждански юрисдикции бързата екзекуция е незаконна, тъй като нарушава правото на обвиняемия на справедлив процес. Почти всички конституции или правни системи, основани на общото право, забраняват изпълнението на екзекуцията без решението и присъдата на компетентен съдия, а Международният пакт на ООН за граждански и политически права (МПГПП) декларира същото:
„Всяко човешко същество има вродено право на живот. Това право трябва да бъде пазено по закон. Никой не трябва да бъде лишаван от живот арбитрарно.
Смъртно наказание може да бъде изпълнено само вследствие от крайно решение взето от компетентен съд.“
Международно споразомение за граждански и политически права, Член 6.1 и 6.2
На практика обаче извънсъдебни убийства са били извършвани от полицията и вътрешните сили в различни държави и времена, понякога при военно положение. Изпълнявали са се и от въоръжени групи, воюващи срещу правителства и обикновени граждани.

## Военна юрисдикция
Съгласно военното законодателство бързата екзекуция е незаконна при почти всички обстоятелства, тъй като военен съд би бил компетентният съдия, необходим за определяне на вината и обявяване на смъртна присъда. Съществуват обаче някои изключения от това правило при извънредни ситуации и военни действия, където изпълнението на този тип екзекуция е законно.

### Военнопленници
Важни договори като Женевските конвенции и Хагските конвенции, и общото международно право от историята защитават правата на заловените редовни и нередовни вражески войници, заедно с цивилни от вражески държави. Военнопленниците трябва да бъдат третирани по внимателно определени начини, които категорично забраняват бързата екзекуция, както е посочено във Втория допълнителен протокол от Женевските конвенции (1977 г.):
Никакви присъда или наказание не трябва да се изпълняват срещу човек, считан за виновен в престъпление, освен ако не е съгласно обвинение произнесено от съд предлагащ основните гаранции за независимост и обективност.
- Втори протокол от Женевските конвенции (1977), Член 6.2

### Изключения за статута на военнопленници
Въпреки това някои типове бойци може да не получат статут на военнопленници, но това определение се е разширило, за да обхване повече класове бойци с течение на времето. В миналото бързите екзекуции на пирати, шпиони и франктирери са били извършвани и считани за законни съгласно съществуващото международно право. Франктирерите (термин, произхождащ от френско-пруската война) са вражески цивилни или милиции, които продължават да се бият на територия, окупирана от воюваща страна и не носят военни униформи, а иначе са също така известни като съпротива, партизани, въстаници и т.н. . Въпреки че можели да бъдат законно хвърляни в затвор или екзекутирани от повечето армии преди век, опитът от Втората световна война подтиква нациите, окупирани от чужди сили, да променят закона, за да защитят тази група. Много от следвоенните победители, като Франция, Полша и СССР, са имали опит с бойци на съпротивата, екзекутирани от Страните на оста, ако били заловени. Войната също им повлиява за товакомандосите и другите специални сили, заловени дълбоко зад вражеските линии, да бъдат защитени като военнопленници, вместо да бъдат екзекутирани набързо, както Хитлер постановява чрез Заповедта си срещу командоси от 1942 г.
Заповедта срещу командоси е издадена от Адолф Хитлер на 18 октомври 1942 г. и в нея се посочва, че всички съюзнически командоси, срещнати от германските сили в Европа и Африка, трябва да бъдат убити незабавно без съд, дори да са в подходящи униформи или ако се опитат да се предадат. Всеки командос, малка група командоси или подобно подразделение, агенти и диверсанти, които не са в подходящи униформи, попаднали в ръцете на германските военни сили по някакъв начин, различен от пряк бой (например чрез полицията на окупирани територии) предаден незабавно на Службата за сигурност (SD). Заповедта, издадена тайно, ясно посочва, че неизпълнението на такива заповеди от който и да е командир или офицер ще се счита за акт на небрежност, наказуем съгласно германското военно законодателство. Това всъщност е втората „Заповед срещу командоси“, като първата е издадена от генералфелдмаршал Герд фон Рундстедт на 21 юли 1942 г., според която парашутистите трябва да бъдат предадени на Гестапо. Малко след Втората световна война, по време на Нюрнбергския процес, Заповедта срещу командоси е считана като пряко нарушение на военните закони, а германските офицери, извършили незаконни екзекуции по нея, са признати за виновни за военни престъпления.
Съгласно член 4 от Третата Женевска конвенция от 1949 г. нередовните сили имат право на статут на военнопленник, ако са командвани от лице, отговорно за подчинените, имат фиксиран отличителен знак, разпознаваем от разстояние, носят открито оръжия и провеждат своите операции в съответствие със законите и обичаите на войната. Ако не отговарят на всички тези условия, те могат да се считат за франктирери (в първоначалния смисъл на „незаконен боец“) и да бъдат наказани като престъпници под военна юрисдикция, което може да включва бърза екзекуция.
Войници, които носят униформи на противниковата армия след началото на битката, могат да се считат за незаконни бойци и подлежат на бърза екзекуция. Много армии са изпълнявали този вид операции под фалшив флаг в миналото, включително германските и американските специални сили по време на Втората световна война. Въпреки това, ако войниците свалят маскировките си и поставят подходящи отличителни знаци преди началото на битката в такава операция, те се считат за законни бойци и трябва да бъдат третирани като военнопленници, ако бъдат заловени. Това разграничение е уредено от военен трибунал в следвоенния процес на Ото Скорцени, който ръководил операция „Грайф“, мисия за внедряване, в която германските командоси носели американски униформи, за да проникнат в американските линии по време на Арденската офанзива.

### При военно положение
В рамките на политиката на държавата, военно положение може да бъде обявено при извънредни ситуации като настъпления или въстания и в такъв случай конституционно защитените права биват отменени. В зависимост от тълкуването на военното положение на държавата, това може да позволи на полицията или военните сили да решават и изпълняват наказания, които включват смърт на собствените си граждани, с цел възстановяване на законната власт или по други жизненоважни причини.
Това не включва убийство на заподозрян, който пряко застрашава живота на друг, което винаги е законно за полицията, а екзекутиране на заподозрян под нечий контрол като наказание. Изключително трудно би било да се докаже, че бързата екзекуция попада под законовото изключение, тъй като човек би трябвало да докаже защо обвинение и смъртна присъда трябва задължително да бъдат изпълнени на място. Следователно подобни извънредни действия почти винаги се разглеждат като незаконни нарушения на правата на човека.